# リヒャルト・ショール

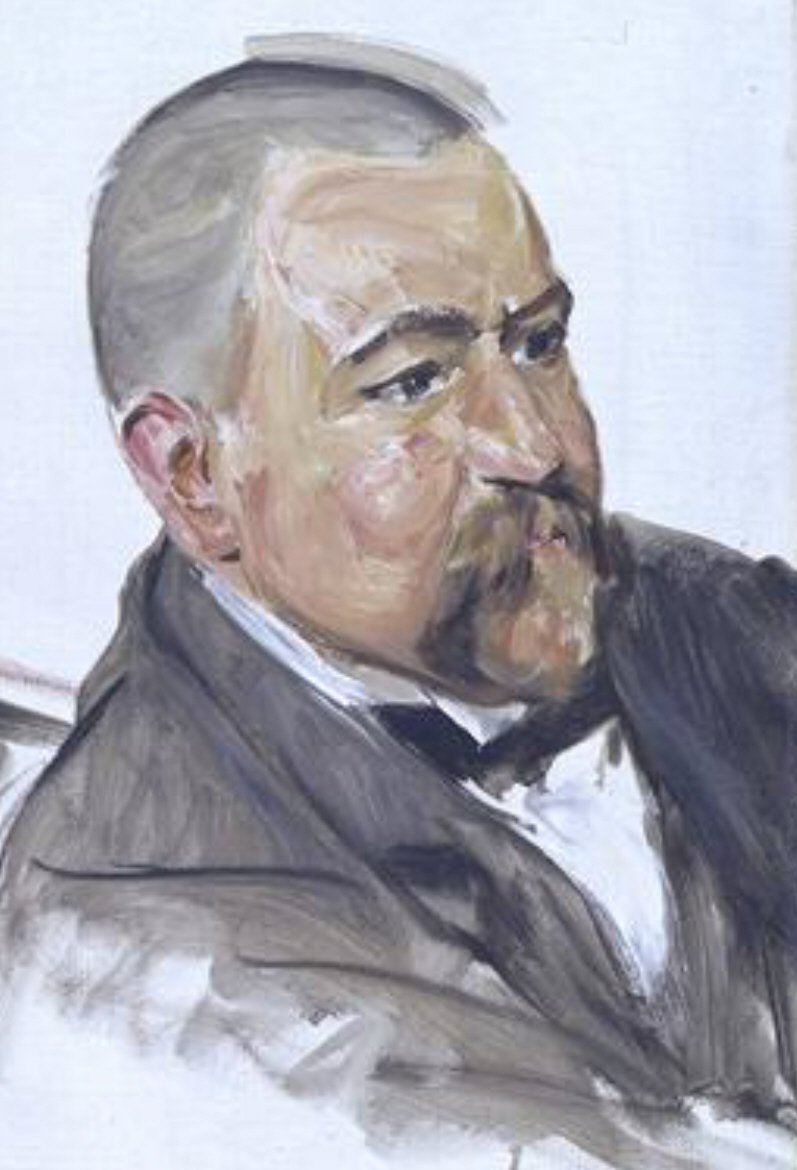
リヒャルト・ショール(マックス・リーバーマンによる1905年作の絵)

リヒャルト・ラインハルト・エミール・ショール（Richard Reinhard Emil Schorr、1867年8月20日 - 1951年9月21日）はドイツの天文学者である。
カッセルに生まれた。1889年から1891年の間、キール天文台で、天文雑誌『アストロノミシェ・ナハリヒテン』（Astronomische Nachrichten）の編集にたずさわり、1902年から1941年の間ゲオルグ・リュムカーの後を継いで、ハンブルク天文台の所長を務めた。1913年から1940年の間、デンマークの天文学者、ホルガー・ティエレと協力して、1700枚以上の天体写真をとり、彗星や小惑星の探索や軌道の決定に用いた。発見した天体には周期彗星のD/1918 W1 ショール彗星がある。バート・ガスタインで没した。
月のクレータ、小惑星(1235)ショーリア(Schorria)に命名されている。小惑星(725)アマンダはショールの妻の名前に因んで命名された。